# Курчинский, Михаил Анатольевич
Михаил Анатольевич Курчинский (1876— 12 июня 1939, Тарту, Эстония) — русский экономист.

## Биография
Родился 12 октября 1876 года[по какому календарю?]. Окончил юридический факультет Императорского Санкт-Петербургского университета. Был оставлен при университете для подготовки к профессорскому званию.
Состоял приват-доцентом Петроградского университета и высших коммерческих курсов и профессором Александровского лицея.
В 1921—1939 годах профессор политической экономии и статистики в Тартуском университете.
Выступал в защиту русского меньшинства в Эстонии, призывал к организованному объединению всех русских сил за рубежом. Выступал в Париже с докладами о положении и задачах русских меньшинств (1931, 1934). Сотрудник ряда периодических изданий, в том числе газеты «Последние новости».
В 1926—1928 годах был членом III Государственного Собрания Эстонии (Рийгикогу).
В 1937 году Курчинский был избран членом первой палаты Национального Собрания Эстонии.
Скончался 12 июня 1939 года в Тарту.

## Труды
- «Союзы предпринимателей» (СПб., 1899);
- «Муниципальный социализм. Задачи городского хозяйства» (СПб., 1906);
- «Муниципальный социализм и развитие городской жизни» (СПб., 1907);
- «Городские финансы. Эволюция налоговой системы в городах Пруссии в конце XIX и начале XX столетия (1876—1910)» (СПб., 1911, магистерская диссертация).
- Апостол эгоизма: Макс Штирнер и его философия анархии. — Петроград: «Огни», 1920.
- Основы экономической науки: курс лекций. Часть 1, Введение. — Юрьев, 1926.
- Соединенные Штаты Европы: экономические и политические перспективы этой идеи (Euroopa Ühendriigid. Selle idee majanduslikud ja poliitilised perspektiivid). — Дерпт, 1930.
- «Культурная автономия» (1930)
- Statistika põhijooned. Tartu: Akadeemilise Kooperatiivi kirjastus, 1934.